# Echinopsis adolfofriedrichii
Echinopsis adolfofriedrichii  (лат.) — вид кактусов из рода Эхинопсис.
Видовое название дано австрийским исследователем кактусов Гюнтером Мозером в честь своего коллеги и земляка Адольфо Фридриха (1897—1987), который в 1925 году эмигрировал в Парагвай и там в местечке Парагуари обнаружил этот вид.
Одиночное растение, редко - кустарник.
Стебель округлый, уплощенный, темноватого тускло-зелёного цвета, 7—15 см высотой, 10—20 см в диаметре.
Количество рёбер 11—13, сильно выступающие, острые.
Ареолы белые или сероватые, расположенные на расстоянии 1,5—2 см друг от друга.
Колючки серые, на концах коричневые.
На каждой ареоле по 1—2 центральных колючки и 4—7 радиальных.

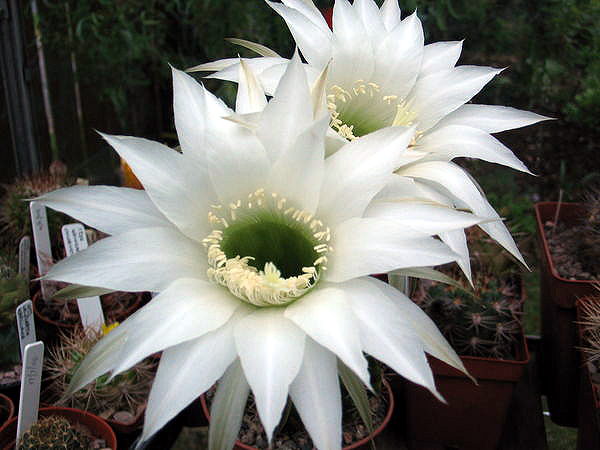
Цветки Echinopsis adolfofriedrichii1a

Цветки белые, воронковидные, 10—13 см в диаметре, 18—20 см длиной, раскрываются ночью, источают приятный и интенсивный аромат, как и большинство видов эхинопсиса.
Плоды округлые, цвет варьирует от тёмно-зелёного до коричневого, густо опушенные; размеры до 3 см длиной и до 2,5 см в диаметре.
Кактусы этого вида растут между Асунсьоном и Энкарнасьоном, в юго-восточном Парагвае.
Echinopsis adolfofriedrichii растет на скалистых лугах, под низкими кустарниками на полном солнце, даже иногда на термитниках.
Некоторые авторы считают этот таксон местной формой Echinopsis oxygona.
Выращивание этого вида достаточно легко. Важен хороший дренаж, но нельзя позволять оставаться почве сухой долгое время. При выращивании на открытом воздухе нужно притенять от прямых солнечных лучей во второй половине дня. При содержании в помещении - обеспечить яркое освещение и прямое солнце хотя бы на некоторое время.